# Jüdische Gemeinde Dühren
Die Jüdische Gemeinde in Dühren, einem Stadtteil von Sinsheim im Rhein-Neckar-Kreis in Baden-Württemberg, entstand im 17. Jahrhundert und existierte bis zur zweiten Hälfte des 19. Jahrhunderts.

## Geschichte
Im Jahr 1699 wird erstmals ein Gewann Judenkirchhof am Eschelbacher Weg genannt. Der Name ist möglicherweise ein Hinweis auf einen Begräbnisplatz der Juden in Dühren. 1717/18 lebten fünf jüdische Familien in Dühren, zu Beginn des 19. Jahrhunderts waren es acht Familien. Die höchste Zahl jüdischer Einwohner wurde um 1822 mit 43 Personen erreicht. Die jüdischen Familien lebten großenteils im sogenannten Judenwinkel. Hier standen mehrere bescheidene Häuser im Bereich um die Synagoge.
Die jüdische Gemeinde besaß eine kleine Synagoge und ein daran angebautes Haus für den Lehrer bzw. Vorbeter. Die Gemeinde gehörte seit 1827 zum Bezirksrabbinat Sinsheim. In der zweiten Hälfte des 19. Jahrhunderts ging die Zahl der jüdischen Einwohner durch Ab- und Auswanderung schnell zurück. 1875 waren es nur noch 19 Personen und 1877 löste sich die Gemeinde auf.